# Мбололо
Мбололо (*бл. 1835–1863) — морена (вождь) народу кололо і літунга (володар) держави Бароце в 1863—1864 роках.

## Життєпис
З 1820-х років брав участь у військових походах свого брата Себетване. Потім напевне допомагав небіж Секелету. Після смерті останнього 1863 року вступив у боротьбу за трон з родичами Мамбілі й Лісванісо, здобувши до кінця року перемогу.
Відзначають його жорстокість, яка ймовірно була викликана бажанням відновити владу на відпалими племенами. У серпні 1864 року проти нього повстав Сіпопа Лутангу, чоловік небоги Мамочісане. Після деяких успіхів Мбололо залишив військових Неква, який невдовзі переміг того йстратив. В результаті трон повернувся до представника династії Ньямбе — Сіпопи Лутангу.